# Prvenstvo Šibenskog nogometnog podsaveza 1968./69.
Prvenstvo Šibenskog nogometnog podsaveza (također i kao Liga Nogometnog podsaveza Šibenik, Podsavezna liga Šibenik) za sezonu 1968./69. je bila liga četvrtog stupnja nogometnog prvenstva Jugoslavije. 
 
Sudjelovalo je 9 klubova, a prvak je bila momčad "Vodica". 

## Ljestvica
| mj. | klub                      | ut. | pob. | ner. | por. | gol+ | gol- | bod |
| --- | ------------------------- | --- | ---- | ---- | ---- | ---- | ---- | --- |
| 1.  | Vodice                    | 16  | 12   | 1    | 3    | 53   | 34   | 25  |
| 2.  | Aluminij Lozovac          | 16  | 11   | 1    | 4    | 48   | 26   | 23  |
| 3.  | Rudar Siverić             | 15  | 7    | 4    | 4    | 49   | 26   | 18  |
| 4.  | Polet Zablaće             | 14  | 7    | 1    | 6    | 37   | 25   | 15  |
| 5.  | Razvitak Unešić           | 15  | 5    | 5    | 5    | 31   | 33   | 15  |
| 6.  | Biograd (Biograd na Moru) | 16  | 5    | 2    | 9    | 22   | 29   | 12  |
| 7.  | SOŠK Skradin              | 16  | 5    | 2    | 9    | 31   | 43   | 12  |
| 8.  | Požar Skradinsko Polje    | 16  | 4    | 2    | 10   | 23   | 53   | 10  |
| 9.  | Mladost Tribunj           | 16  | 5    | 0    | 11   | 23   | 49   | 8   |

- ljestvica bez rezultata dvije utakmice
- Zablaće tada samostalno naselje, danas dio naselja Šibenik

## Rezultatska križaljka
| kratica | klub                      | ALU | BIO | MLA | POL | POŽ | RAZ | RUD | SOŠK | VOD |
| --- | ------------------------- | --- | --- | --- | --- | --- | --- | --- | ---- | --- |
| ALU | Aluminij Lozovac          |     |     |     |     |     |     |     |      |     |
| BIO | Biograd (Biograd na Moru) |     |     |     |     |     |     |     |      |     |
| MLA | Mladost Tribunj           |     |     |     |     |     |     |     |      |     |
| POL | Polet Zablaće             |     |     |     |     |     |     |     |      |     |
| POŽ | Požar Skradinsko Polje    |     |     |     |     |     |     |     |      |     |
| RAZ | Razvitak Unešić           |     |     |     |     |     |     |     |      |     |
| RUD | Rudar Siverić             |     |     |     |     |     |     |     |      |     |
| SOŠK | SOŠK Skradin              |     |     |     |     |     |     |     |      |     |
| VOD | Vodice                    |     |     |     |     |     |     |     |      |     |
| |                           |     |     |     |     |     |     |     |      |     |
| podebljan rezultat - utakmice od 1. do 9. kola (1. utakmica između klubova) rezultat normalne debljine - utakmice od 10. do 18. kola (2. utakmica između klubova) rezultat nakošen - nije vidljiv redoslijed odigravanja međusobnih utakmica iz dostupnih izvora rezultat nakošen i smanjen * - iz dostupnih izvora nije uočljiv domaćin susreta prekrižen rezultat - poništena ili brisana utakmica p - utakmica prekinuta 3:0 p.f. / 0:3 p.f. - rezultat 3:0 bez borbe |                           |     |     |     |     |     |     |     |      |     |

 Izvori: 